# 타겟 (1968년 영화)
타겟(Targets)은 미국에서 제작된 피터 보그다노비치 감독의 1968년 공포, 스릴러 영화이다. 팀 오켈리 등이 주연으로 출연하였고 피터 보그다노비치 등이 제작에 참여하였다.

## 출연

### 주연
- 팀 오켈리
- 보리스 칼로프

### 조연
- 아서 피터슨
- 몬테 랜디스
- 낸시 수에
- 피터 보그다노비치
- 다니엘 아데스
- 스타포드 모건

## 제작진
- 미술: 폴리 플랫
- 의상: 폴리 플랫